# Трирогов, Владимир Григорьевич
Влади́мир Григо́рьевич Три́рогов (14 [26] декабря 1834 — 18 [30] октября 1891, Берлин, захоронен в селе Аряш, Кузнецкий уезд (Саратовская губерния) — российский государственный деятель. Директор Департамента Общих Дел Министерства Государственных Имуществ (с 1883 г.). Член Статистического Совета Министерства Внутренних Дел (с 1880 года). Тайный советник (с 08 апреля 1884). Филолог, экономист, статистик, исследователь крестьянской жизни, со знанием юридических наук. Автор собрания исследований Община и Подать.

## Биография
В. Г. Трирогов родился 14.12.1834 в Крыму, в Симферополе, в семье государственного служащего. Восприемником при рождении был старший сын Качони Ламброса - подполковник (позже полковник) и кавалер Качони Ликург Ламбрович (1790—1863), командир Балаклавского греческого батальона (1831-1859). 

Потомственный дворянин (1 августа 1877 г. был в писан в Дворянскую родословную книгу Петербургской губернии).

### Образование
Вероятно, во многом статус и продвижение по государственной службе предков сказались на дальнейшем становлении В. Г. Трирогова. Он получал образование в лучших учебных заведениях царской России:

Воспитывался в Ришельевском лицее до Бомбардировки Одессы (1854), после которой был забран из лицея отцом.

Высшее образование получил в Императорском Санкт-Петербургском университете по Факультету восточных языков, с поступлением сразу на 2-й курс. Из «Кавказских воспитанников». По окончании курса со степенью кандидата (1854—1857) был оставлен ещё на один учебный год (1857—1858) для получения степени магистра. 

Учёная степень по окончании курса наук — магистр Восточной словесности (знал многие восточные языки, включая Турецкий).

Уже самостоятельно, в феврале 1865 г., состоя в должности судебного члена межевой комиссии (Особые при Наместнике Кавказском Установления), подавал докладную записку на юридический факультет С-Петербургского Университета о дозволении ему держать экзамен из юридических наук. По решению факультета был дан отказ, дабы не создавать прецедент выдачи диплома не окончившим курс юридических наук ни в одном учебном заведении.

### Государственная служба

#### На Кавказе
Государственную службу начал с 14 декабря 1857 г. в канцелярии Кавказского наместничества при князе А. И. Барятинском, где состоял в должности цензора печатных изданий. Был скоро оценён как полезный трудолюбивый работник, человек солидно образованный с установившимися взглядами на задачи администрации. Уже через год был назначен помощником редактора Главного Управления Временного Отделения по гражданскому устройству Кавказского и Закавказского края, которое находилось в непосредственном ведении Кавказского наместника под Управляющим писателем-мемуаристом В. И. Исарским. 

В 1859 г. стал Членом Кавказского отдела Императорского русского географического общества. На следующий год по предложению Ивана Алексеевича Бартоломея и Феофила Яковлевича Фон-Вэлькэ был выдвинут, а после баллотировки с 23 марта 1860 г. стал Действительным Членом Кавказского отдела Императорского русского географического общества. С 4 июня 1860 исправлял обязанности Правителя дел и Секретаря Дирекции Музея Отдела Общества, замещая П. Ф. Риса, по случаю его отъезда в Крым. 

В 1860 г. был назначен в комиссию, а в 1861 г. по предписанию Наместника Кавказского, поручению Императорского русского географического общества и Общества восстановления православного христианства на Кавказе был командирован и занимался собиранием в Абхазии материалов для составления словаря кавказских наречий — «Абхазского Букваря», в составлении которого позднее принимал активное участие.

В 1861 г. в Тифлисе была создана специальная комиссия во главе с известным нумизматом и исследователем древностей, генерал-лейтенантом И. А. Бартоломеем, приступившей к работе по созданию абхазской письменности и составлению букваря. В специальную комиссию входили Д. П. Пурцеладзе, священник Е. Трирогов (?), а также приглашённые из Абхазии священник Иоанн Гегия, прапорщик Георгий Курцикидзе, дворянин Симеон Эшба, владевшие грузинским, русским и абхазским языками. С 1862 г. к изучению абхазского языка приступил и П. К. Услар. Он быстро разобрался в структуре этого языка и в мае того же года в Тбилиси издал монографию «Абхазский язык», к которому приложил абхазскую азбуку, составленную им на основе русской графики. В том же 1862 г. Особая комиссия в составе председательствующего И. А. Бартоломео (руководитель «Общества восстановления православного христианства на Кавказе»), Д. П. Пурцеладзе (чиновник по особым поручениям при Наместнике Кавказском и заведующий делопроизводством «Общества восстановления православного христианства на Кавказе») и В. Г. Трирогов при содействии И. Гелия, Г. Курцикидз и С. Эшба на основе буквенных начертаний П. К. Успара с небольшими изменениями составила «Абхазский букварь» с параллельным переводом на русский и грузинский языки, который был издан в Главном Управлении Наместника Кавказского, в Тифлисе, в 1865 г..

С марта 1862 — определён исправляющим должность Начальника 1-го отделения Финансового Департамента Кавказского наместничества при введённом в 1859 г. наместником А. И. Барятинским в действие «Положении о Главном управлении и Совете Наместника Кавказского», результатом которого стало фактическое устройство кавказской администрации как особого «Кавказского министерства».

Вместо должности начальника гражданского управления учреждалась должность начальника Главного управления, который руководил всеми делами края. В том числе, в ведении начальника Главного управления находился Финансовый Департамент: «для сосредоточения высшего счетоводства за местными доходами и расходами и по денежным земским повинностям в Закавказском крае, а также для заведования делами по питейным сборам, горной и соляной частям, таможенному управлению и по мерам, относящимся к оживлению торговли, внутренней и внешней, поощрению заводской и мануфактурной промышленности».

В сентября 1863 г. назначен Ревизором Кавказского Таможенного надзора.

С 1 января 1860 г., в составе Главного управления был учреждён Контрольный департамент, которому предстояло заниматься ревизией денежных отчётов всех ведомств, подчинённых наместнику, контролировать источники доходов (земские сборы, городские доходы и др.), находившиеся в распоряжении наместника, представлять государственному контролю необходимые отчёты по использованию денежных средств. В состав новой системы управления вошло и Главное управление наместника кавказского, учреждённое для "сосредоточения распоряжений и принадлежащего ему высшего надзора по всем вообще гражданским и пограничным делам вверенного ему края…

А уже в январе 1864 г. назначен Председательствующим Судебным Членом Межевой Комиссии (Особые при Наместнике Кавказском Установления) с причислением к Закавказской Межевой Палате, сверх штата. 

С 8 июля 1865 г. по прошению причислен к Департаменту Министерства Юстиции.

#### В Саратовской губернии
После смерти отца В. Г. Трирогова в 1865 г. его семья переехала в Саратовскую губернию, где по завещанию свекрови им досталось поместье в селе Аряш Кузнецкого уезда, а позже — в 1868 г., по завещанию отца жены, каменный дом в Саратове.

Занимая последовательно и одновременно должности: мирового посредника, участкового и почётного мирового судьи, председателя съезда мировых судий в кузнецком уезде саратовской губернии, члена саратовского губернского по крестьянским делам присутствия, директора кузнецкого уездного отделения попечительного о тюрьмах комитета, действительного члена по выбору, а к 1880 г.г., почётного члена и помощника председателя Саратовского Губернского Статистического Комитета (в лице губернатора)

М. Н. Галкин-Враский — саратовский губернатор: 4 октября 1870 — 23 апреля 1879 

и имея непосредственное соприкосновение с народом, Трирогов стал вникать в его жизнь, в экономическое положение крестьянского быта, получил богатые сведения, послужившие ему материалом для исследований народной жизни и сельской общины.

Заинтересовавшись экономическими задачами с практической точки зрения, он, по справедливому замечанию одного из критиков, начал их изучение «при помощи микроскопа, начиная с самых малых единиц» — волость. Но вскоре, расширив круг исследований, остановился на сельской общине. «Принявши сельскую общину как самую малую долю государственного организма — говорил сам Трирогов — мы решили употребить в нашем исследовании те же приёмы, в исследовании общественного организма вообще».

Учёную известность В. Г. Трирогов получил с середины 1870-х г.г., когда его труды начали появляться в различных печатных изданиях России (часть переведена и издана за границей).

Позже, в 1882 г. труды Трирогова были собраны в книгу «Община и подать», вызвавшая единодушные положительные отзывы в печати. Критика нашла в ней тщательное и беспристрастное изучение крестьянского быта, отсутствие всякой тенденциозности: исследования ограничивались лишь несколькими уездами саратовской губернии, но область эта обнимала собою все главные стороны народного хозяйства. Работы Трирогова во многом способствовали выяснению народной податной раскладки и других важных вопросов экономической жизни в русском государстве, заключающие в себе «богатый арсенал фактов, разбивающих неокрепостнические стремления и общие места устарелых политико-экономических воззрений». Отмечая «великую литературную заслугу» этого труда, где на примере русской, мордовской и татарской общин разбирались вопросы налогообложения сельских обществ в пореформенной России, А. Н. Куломзина писал, что Трирогов был первым, кто изучил крестьянский общинный земледельческий быт «во всей его подробности», а все особенности этого быта, в отличие от книг, «написанных общими местами», раскрыл «как раскрывает анатом своим скальпелем внутреннюю жизнь живого организма» (ОР РГБ. Ф. 178. М. 9803. Д. 6. Л. 12). 

Изданной книгой Трирогов сделал ценный вклад в русскую научную литературу, дав целый ряд оригинальных и чрезвычайно метких наблюдений над податными и общинными порядками русского крестьянства.

Книга вошла в сборник: 

«Примерный библиотечный каталог. Свод лучших книг на русском языке с 60-х г.г. по 1905 г.», К. Н. Дерунов, СПб 1906

В 1875 г., в рамках развития садоводства в России, в Саратове, по инициативе В. Г. Трирогова, причисленного к Министерству Внутренних дел и оставленного в распоряжение саратовского губернатора, были разрешены съезды садоводов, с тем, чтобы о назначении времени и месте съезда испрашивалось каждый раз разрешение губернатора, а о результатах работ съезда сообщалось Министерству Государственных Имуществ.

В середине 1870-х г.г. в Петербурге В. Г. Трирогов одним из первых был привлечён в политико-экономический кружок - "Элеппсис", основанный по инициативе К. Ф. Головина и Ф. А. Левшина. Трирогов, уже в это время, в возрасте около 40 лет, сумевший произвести на высших чиновников Петербурга сильное впечатление, был ценный для общества из-за большого опыта работы над крестьянской общиной.

«Элеппсис»:
 политико-экономический кружок — общество вольных экономистов. Целью общества было привлечь как можно больше людей из «официального мира» — людей образованных и с богатым опытом. 

Одними из первых были привлечены А. С. Ермолов, тогда ещё занимавший только место начальника отделения в департаменте земледелия, А. Н. Куломзин, управляющий делами комитета министров, М. Н. Галкин-Враской, саратовский губернатор и В. Г. Трирогов, саратовский земец. 

На «квартирных» заседаниях обсуждались различные политические и экономические аспекты страны, в том числе и «земельный вопрос». 

К 1880 г. общество разрослось и влиятельный политико-экономический кружок получил название «Элеппсис». 

Здесь собирались высокопоставленные чиновники, представители высшей бюрократии и консервативные публицисты (влиятельные государственные и общественные деятели). На заседаниях обсуждались важные социально-экономические и политические проблемы, а также официальные документы, на продвижение которых кружок порой оказывал своё влияние.

«Элеппсис» просуществовал 10 лет. Председателем до своей смерти в 1884 г. был Левшин, преемником стал Галкин-Враской.

#### В Министерствах Санкт-Петербурга
В 1880 г. семья Трироговых переехала в Сенкт-Петерберг. Проживали на Пантелеймоновской улице (ныне Пестеля. Рядом воспитывались младшие дети в 3-й С-Петербургской гимназии.

Вероятно, переводу В. Г. Трирогова в Петербург способствовал бывший саратовский губернатор — М. Н. Галкин-Враской, который с 1879 г. был поставленный во главе вновь образованного Главного Тюремного Управления при Министерстве Внутренних Дел, где и началась «столичная» служба В. Г. Трирогова в должности Члена Статистического Совета МВД, с откомандированием для занятий в Главном Тюремном Управлении.

Но уже с января 1881 г. он был причислен к Министерству Государственных Имуществ с оставлением на службе по Министерству Внутренних Дел.

В министерство МГИ В. Г. Трирогова привлекли по инициативе его товарища Анатолия Николаевича Куломзина, который в начале 1880-х уже занимал пост Товарища Министра Государственных Имуществ. Причём Анатолий Николаевич считал инициативу назначения Трирогова большой собственной заслугой. По мнению Куломзина, переходя в центральные учреждения, такие деятели «оживляли их своим опытом, своей любовью к народу и своей близостью к его жизни и нуждам».

С 1860-х годов при МГИ действовала особая межведомственная комиссия, работавшая над составлением проекта по устройству сибирских государственных крестьян и «инородцев», но признавалось, что её деятельность недостаточно подкреплена хозяйственными данными. По этой причине предположения комиссии долго не могли получить законодательного утверждения. Вследствие этого, с 1886 г. в МГИ приступили к сбору подробных статистических сведений о крестьянском землепользовании и хозяйстве в Тобольской, Томской, Енисейской и Иркутской губерниях. 

С 1881 г., В. Г. Трирогов, занимая должности Директора Временного Отдела по поземельному устройству государственных крестьян, а с его упразднением в 1883 г. — Директора Департамента Общих Дел МГИ и удачно применяя свои познания, вынесенные им из обстоятельного изучения бывших государственных крестьян, принял на себя руководство при составлении программ для наследования крестьянского быта в Сибири, куда с этой целью был послан подобранный Трироговым особый «контингент усердных и преданных делу работников» из молодых чиновников, окончивших курсы в высших учебных заведениях. Добытые этими лицами сведения вошли в состав 12 томов (после смерти Трирогова доведённых до 25 томов) исследований по Западной Сибири.

По словам А. Н. Куломзина, «неоценимую услугу» в обработке и издании этих материалов оказал его товарищ Владимир Григорьевич Трирогов.
Таким образом, ко времени учреждения Комитета Сибирской железной дороги, где пост управляющего делами в 1893 г. занял А. Н. Куломзин, они успели подготовить и напечатать 25 томов «прекрасно разработанных» материалов, положенных в основу законодательства по устройству крестьян в Сибири.

Подобные же труды разрабатывались и по Кавказу, но, по словам Куломзина, на них «не обратили должного внимания и крестьянское дело на Кавказе было в корне испорчено, что показали последующие события».

### Неосуществлённые планы
Неосуществлённой мечтой В. Г. Трирогова было создание «Русского кадастра» на основах, «вытекающих из народной жизни». По словам А. Н. Куломзина, воплотить эту мечту Трирогову не дал Министр Государственных Имуществ М. Н. Островский, который своими придирками «вогнал» его в преждевременную могилу.

### Смерть
Умер 18 октября 1891 г., в Берлине, по дороге на лечение в Швейцарию в сопровождении жены, от болезни почек. Предварительно телеграммами, полученными 16 октября 1891 г. из С-Петербургеа, в Берлин были вызваны дети, учащиеся в С-Петербургском университете на юридическом факультете — Григорий и Всеволод. Наталия Алексеевна была неутешная. Очень поддержал её в тот момент Мальцов, священник русского посольства в Берлине. Похоронили В. Г. Трирогова в с. Аряш в начале ноября 1891 г., в красивом месте на полугоре за деревней…

### Вклад
Многие современники В.Г. Трирогова и и последователи высоко оценивали его труды. На книжной полке Карла Маркса (среди других авторов – экономистов/статистиков России) стояли исследовательские работы В.Г. Трирогова, обобщающие труды по статистике Ю.Э. Янсона, широко использовавшиеся позднее В.И. Лениным. Часть опубликованных в России трудов В.Г. Трирогова К. Марксу пересылал Н.Ф. Даниельсон в конце 1870-х годах. Ссылки на работы В.Г. Трирогова публикуются в различных диссертациях и статьях по настоящее время.

## Чины и звания
- Коллежский секретарь (15 января 1858 г.)
- Титулярный советник (14 декабря 1859 г., по сокращённому сроку. Приказом по управлению Наместника Кавказского от 5 октября 1860 г. за № 17)
- Коллежский асессор (14 декабря 1862 г.)
- Надворный советник (1 июня 1869 г.)
- Коллежский советник (1 июня 1873 г.)
- Статский советник (1 июня 1877 г.)
- Действительный статский советник (30 августа 1879 г.) Высочайшим указом по Министерству Внутренних Дел за № 25 за отличие[13]
- Тайный советник (8 апреля 1884 г.) Высочайшим указом по Министерству Государственных Имуществ за № 34 за отличие[14]

## Награды
Кавалер орденов:
 Орден Святой Анны I степени — 24 января 1888 г. 

 Медаль «В память коронации Императора Александра III» — 3 ноября 1883 г. 

 Орден Святого Станислава I степени — 28 марта 1882 г.

 Орден Святого Станислава II степени — 19 февраля 1875 г.  

 Орден Святой Анны III степени — 28 декабря 1863 г. 

 Орден Святого Станислава III степени — 25 декабря 1860 г.

## Послужной список

#### На Кавказе
- 23 ноября 1857 г., согласно Высочайшей воле объявленной Председателем Кавказского Комитета Наместнику Кавказскому за № 2194 определён в канцелярию Наместника Кавказского в число чиновников, сверх штата.
- С 14 декабря 1857 г. цензор печатных изданий в канцелярии Кавказского наместничества;
- С 31 декабря 1858 г. назначен помощником редактора Главного Управления Временного Отделения по гражданскому устройству Кавказского и Закавказского края;
- С 1859 г. стал членом, а с 23 марта 1860 г. Действительным Членом Кавказского отдела Императорского русского географического общества.
- С 4 июня 1860 исправлял обязанности Правителя дел и Секретаря Дирекции Музея Отдела Общества;
- 23 марта 1861 г., по предписанию Наместника Кавказского за № 114 был командирован в Абхазию по возложенному на него Кавказским отделом Русского географического общества поручения для собрания материалов, необходимых при составлении сравнительного словаря Кавказских наречий;
- 11 июля 1861 — был командирован для занятий к члену и временно Управляющему делами Общества восстановления православного христианства на Кавказе;
- 30 марта 1862 — определён исправляющим должность Начальника 1-го отделения Финансового Департамента;
- 13 марта 1863 — командирован для перенесения линии Кавказского Таможенного надзора из Ларса, Чирина, Юрта и Казлурта, на реки Малку и Терек в станицу Прохладную и г. Кизляр для устройства назначенного надзора;
- С 9 сентября 1863 г. — опуск на 2 месяца, прибыл на службу ранее срока;
- С 20 сентября 1863 г. — назначен Ревизором Кавказского Таможенного надзора;
- 31 января 1864 г. — назначен Председательствующим Судебным Членом Межевой Комиссии (Особые при Наместнике Кавказском Установления);
- 12 мая 1864 г. — причислен к Закавказской Межевой Палате, сверх штата;
- С 8 июля 1865 г. — причислен к Департаменту Министерства Юстиции;

#### В Саратовской губернии
- 18 ноября 1866 г. — назначен Мировым Посредником Саратовской губернии Кузнецкого уезда 3-го участка.
- 1 июня 1869 г. — назначен Мировым Судьёй Кузнецкого округа Саратовской губернии.
- 4 июня 1869 г. — избран Председателем съезда Мировых Судей.
- С 4 мая 1872 г. — Член Саратовского Губернского по крестьянским делам присутствия.
- С 16 июня 1872 г. — Действительный Член Саратовского губернского Статистического Комитета (по выбору, на заседании 28 мая 1872 г.).
- С 20 мая 1873 г. — назначен Помощником Председателя того же комитета.
- С 31 января 1875 г. — причислен к Министерству Внутренних Дел, с откомандированием в распоряжение Начальника Саратовской Губернии.
- С 6 июня 1875 избран в Гласные Кузнецкого Земского Собрания на 4-е трёхлетия.
- С 18 сентября 1875 — избран в Почётные Мировые Судьи на 4-е трёхлетия по Кузнецкому уезду.
- С 19 сентября 1875 — избран в Губернские Гласные по Кузнецкому уезду.
- С 24 ноября 1875 — утверждён в должности Почётного Мирового Судьи по Кузнецкому уезду.
- С 1878 г. стал членом Императорского Вольного экономического общества

#### В Министерствах Санкт-Петербурга
- 8 февраля 1880 г. — назначен Членом Статистического Совета Министерства Внутренних Дел, с откомандированием для занятий в Главном Тюремном Управлении.
- 19 января 1881 г. — причислен к Министерству Государственных Имуществ с оставлением на службе по Министерству Внутренних Дел.
- 9 марта 1881 г. — назначен помощником Управляющего Временным Отделом по поземельному устройству государственных крестьян, с поручением заведовать Временным Отделом
- 5 января 1883 — назначен Директором Департамента Общих Дел Министерства Государственных Имуществ.
- 7 января — 1 марта 1883 г. — по поручению Министра, заведовал бывшим Временным Отделом по поземельному устройству государственных крестьян МГИ.
- В мае 1883 г. командирован в Москву для сопровождения Г.Министра для присутствования при Священном Короновании Их Величества Александр III.
- В 1884 назначен в Комиссию, под председательством генерал-адъютанта Обручева Николая Николаевича для обсуждения проекта применения уездами о воинской повинности к населению Кавказского и Закавказского края.
- 5 июня 1884 — командирован в губернии: Олонецкую, Вологодскую, Вятскую, Пермскую, Черниговскую и Полтавскую для осмотра и направления производящихся устроительных работ.
- 2 августа 1884 в Прибалтийскую для осмотра поземельных устроительных работ и удостоверения на месте представлениям, регулирование существующего состава Прибалтийской Комиссии.
- 18 февраля 1885 — назначен представителем от Министерства Государственных Имуществ для совещания с Директором Департамента Окладных Сборов, о преобразовании оброчной подати, на основаниях, необходимых для окончательного выкупа ея в 44-летний срок.

## Имущество

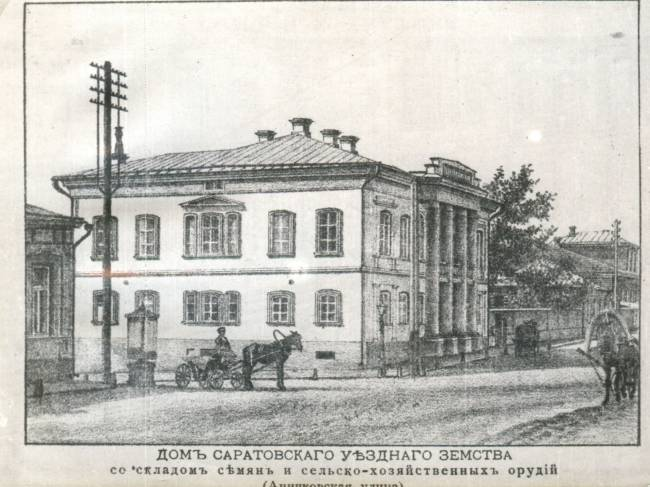
Дом Шахматовых-Трироговых в Саратове, на высоких подвалах "с колоннадой маленького портика, выходящего на ул. Аничковскую (Рабочую)

* Дом: Жены — родовой каменный в Саратове. По состоянию на март 1891 г. дом, «бывший Трирогова», уже принадлежал уездному земству;

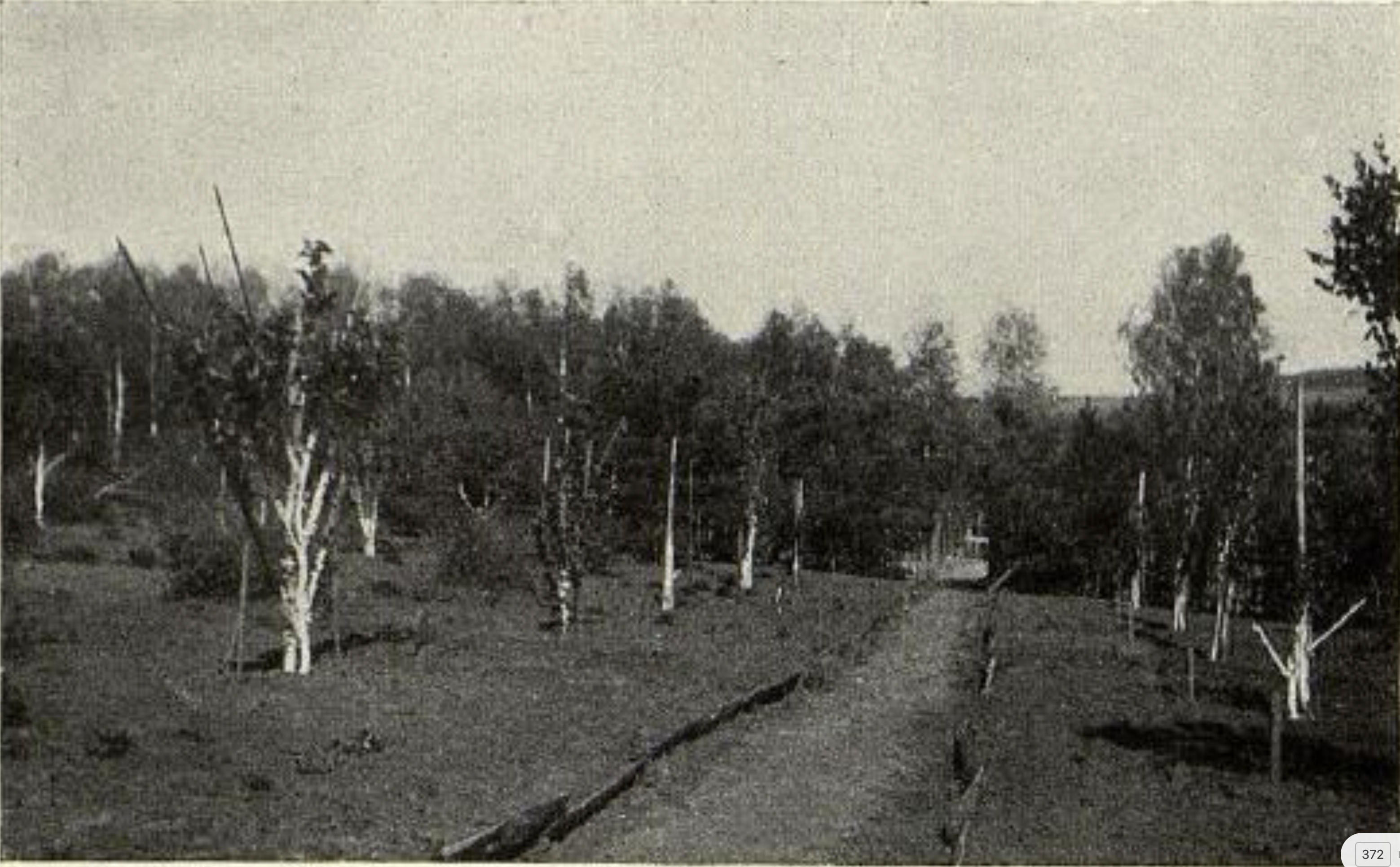
Сад г. Трирогова, в с. Аряш; Палметты по сторонам дорожки

* Имение: Жены — родовое, 2000 десятин, Аряш, Кузнецкого уезда, Саратовской губернии (ныне Пензенской обл.). По состоянию на 1907 стоимость земли оценивалась в 120 000 руб;
- Жалование: по состоянию на 1891 г. — 8000 р./г.

## Память
Стипендия «имени тайного советника Владимира Григорьевича Трирогова»
(29-го января 1893 года). Положение о стипендии имени покойного тайного советника Владимира Григорьевича Трирогова при Императорском С,-Петербургском университете.
(Утверждено r. Министром народного просвещения).

§ 1. На проценты с капитала, пожертвованного вдовою тайного советника Наталией Алексеевной Трироговой и заключающегося в двух закладных листах государственного дворянского земельного банка с шестью купонами каждый, на нарицательную сумму две тысячи рублей, учреждается при Императорском С.-Петербургском университете стипендия «имени тайного советника Владимира Григорьевича Трирогова».

§ 2. Стипендиальный капитал хранится в С.-Петербургском губернском казначействе, оставаясь навсегда неприкосновенным.

§ 3. Проценты с ·означенного капитала выдаются стипендиату для уплаты за слушание лекций в Императорском С.-Петербургском университете.

§ 4. Стипендиат избирается министром государственных имуществ из сыновей чиновников министерства государственных имуществ, наиболее заслуживающих помощи по своему семейному и материальному положению, при чём, отдаётся предпочтение сыновьям чиновников департамента общих дел. 

§ 5. Если избранный стипендиат, за неуспехи в науках, или по другим законным причинам, будет исключён из университета, то об этом сообщается министру государственных имуществ для избрания, на место выбывшего, другого лица.

§ 6. Стипендия не налагает никаких обязательств на пользовавшихся ею лиц.

## Семья
Дед, Трирогов Адриан Григорьевич «старший» в 1804—1808, занимал должность стряпчего (прокурорский надзор) в Земском суде Симферополя в Таврической губернии, в чине Губернский секретарь.

Отец, Трирогов Григорий Андрианович (1809 или 1814 — 22.06.1865), «из Обер-офицерских детей», получив домашнее воспитание, уже с 1822 г. начал государственную службу в Бахчисарайской Городской Ратуше с присвоением чина Подканцелярист. Уже через год был перемещён в исполнительную экспедицию Таврического Губернского Правительства. В 1830 г. был определён в Таврическую Палату Гражданского Суда в число канцелярских чиновников и утверждён повытчиком (делопроизводство в суде), сверх этой должности исполнял обязанность приходо-расходчика Палаты. До рождения сына, Владимира, с марта 1834 г., утверждён надсмотрщиком крепостных дел Таврической палаты Гражданского суда. 

В сентябре 1836 г. семья Трироговых переехала на Кавказ, где отец был определён в Закавказский Таможенный округ. В 1839 г. по предписанию Департамента Внешней Торговли определён в Тифлисскую Складочную Таможню казначеем. С 1848 г. стал членом её и в разные периоды исполнял должность Управляющего. С 1861 г. был назначен Управляющим Бакинской Карантинно-Таможенной службы. Статский советник (с 1862 г.). Кавалер орденов до Св. Владимира III-й степени. Приобрёл право потомственного дворянства с 1855 г.. 

Мать — Вера Гиремиевна (скончалась 05.06.1854 г.).

Братья/сёстры: 

Трирогов Андриан Григорьевич «младший» (19.10.1836 — †) — в 1850-х служил в Тифлисской Гренадерской Его Императорского Высочества Великого Князя Константина Константиновича полку; 

Трирогов Пётр Григорьевич (28.06.1841 — †); 

Трирогов Павел Григорьевич (13.02.1846 — †); 

Трирогов Дмитрий Григорьевич (30.06.1848 — около 1890); 

Логинова (Трирогова) Софья Григорьевна (22.08.1851 — после 1912) — оперная певица контральто, преподаватель пения, училась в Женевской консерватории, брала уроки у знаменитой певицы Леоновой Дарьи Михайловны, была первым педагогом у певицы Петровой-Званцевой Веры Николаевны.

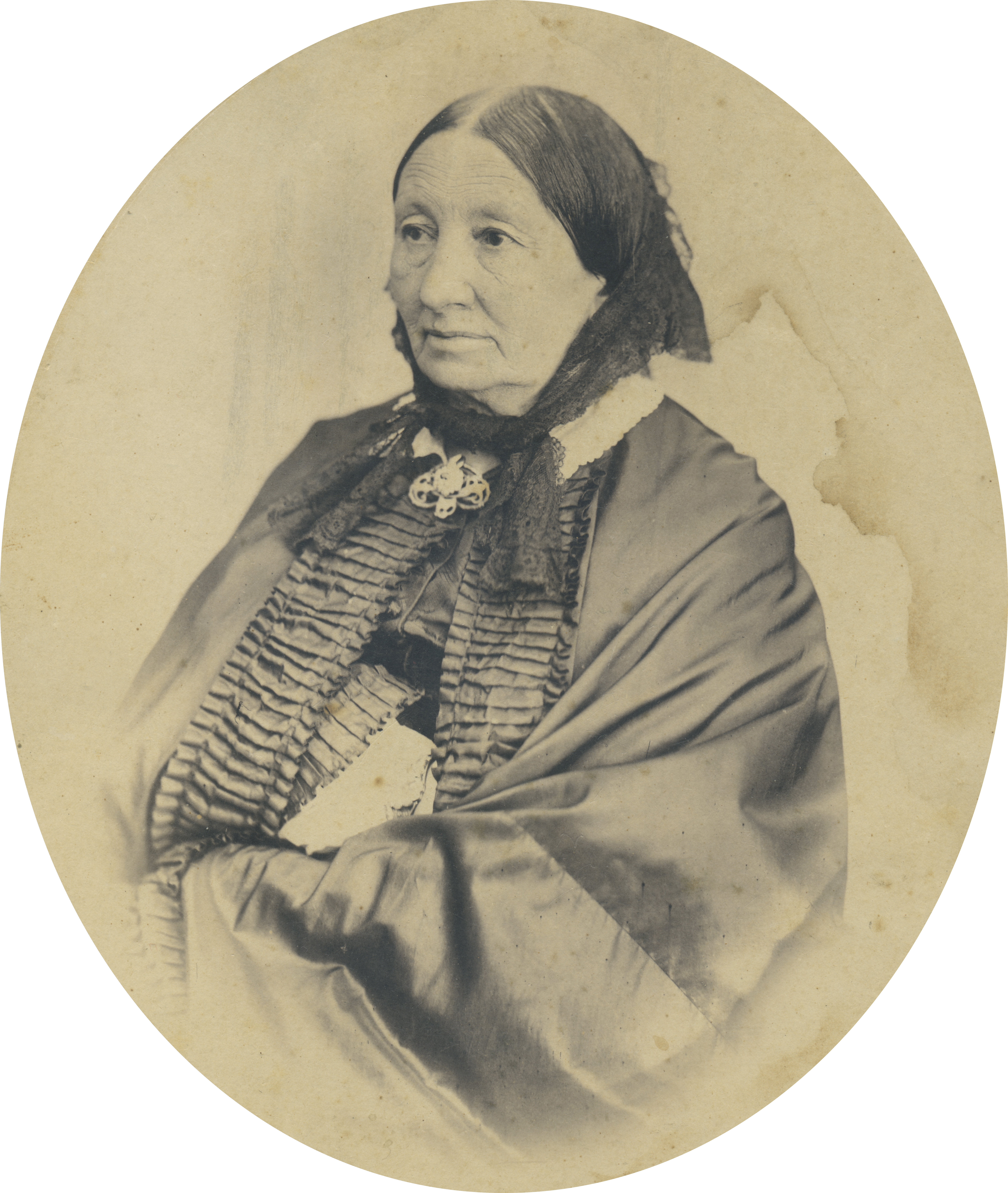
Трирогова (Шахматова) Наталия Алексеевна

Жена: Трирогова (Шахматова) Наталия Алексеевна (1838—1903), из древнего русского дворянского рода Шахматовых саратовской (курмышской) ветви, дочь отставного капитан-лейтенанта Шахматова Алексея Александровича «старшего» (1797—1868), который с 1822 г. служил по ведомству Министерства Финансов, Действительного статского советника и Варвары Петровны из младшей ветви дворянского рода Столыпиных (около 1800—1865). 

Владимир Григорьевич Трирогов познакомился с Наталией Алексеевной Шахматовой в Пятигорске.

В 1864 г. заканчивается 6-летний срок обязательной службы В. Г. Трирогова в Кавказском наместничестве после окончания университета. 

В июне 1865 г., в Тифлисе, скончался отец Трирогова, а осенью, в Саратове, мать Наталии Алексеевны. В этот период семья Трироговых переезжает из Тифлиса в Саратов, где Наталия Алексеевна после смерти матери наследует поместье близь сельца Аряш Кузнецкого уезда Саратовской губернии, а после смерти отца в 1868 г. каменный дом в Саратове.

В доме Шахматова «старшего» в Саратове в начале 1860-х встретились родители будущего художника Борисова-Мусатова Виктора Эльпидифоровича (1870—1905): Эльпидифор Мусатов (сын крепостного) — камердинер Шахматова и Евдокия Гавриловна (Дуняша Коноплёва) — камеристка Марии Фёдоровны Шахматовой (Козен) (1838—1870), впоследствии жены брата Наталии Алексеевны — Шахматова Александра Алексеевича (1828—1871) — родители будущего академика — Шахматова Алексея Александровича «младшего» (1864—1920), в судьбе которого семья Трироговых принимала активное участие после смерти его родителей.

В этом же доме, уже при Трироговых, родился в 1870 г. и сам Виктор Борисов-Мусатов, где продолжали служить его родители.

Дети:

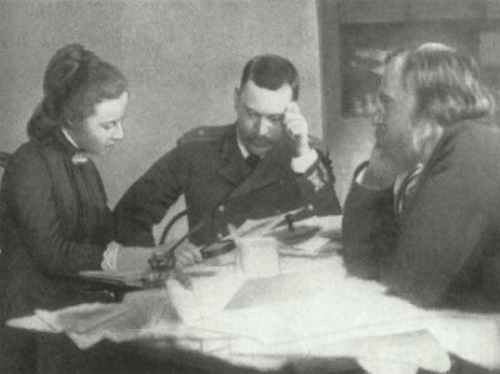
Менделеев Д. И., Трирогов А. В., Трирогова (Менделеева) О.Д., Весна I889 г.

- Трирогов Алексей Владимирович (17.09.1864-1905), родился в Тифлисе (записан в метрические книги Николаевского собора войск Кавказского военного округа / Тифлисский Николаевский собор). Восприемники при рождении были 2 деда - Трирогов Г.А. и Шахматов А.А., его жена Шахматова (Ивашевская) В.П. и дочь тайного советника Нейдград Александра Александровна, тетя жены Петра Столыпина.

Жена - Трирогова (Менделеева) Ольга Дмитриевна (1868—1950), дочь великого химика Д. И. Менделеева, с которым В. Г. Трирогов познакомился ещё в 1861 г. на теплоходе «Михаил» на маршруте из Баку (предположительно в Астрахань). Бракосочетание состоялось 15 октября 1889 г. в Петропавловской церкви при Императорском Университете Петербурга (Ф. 19, оп. 126, д. 128, обр. 20).

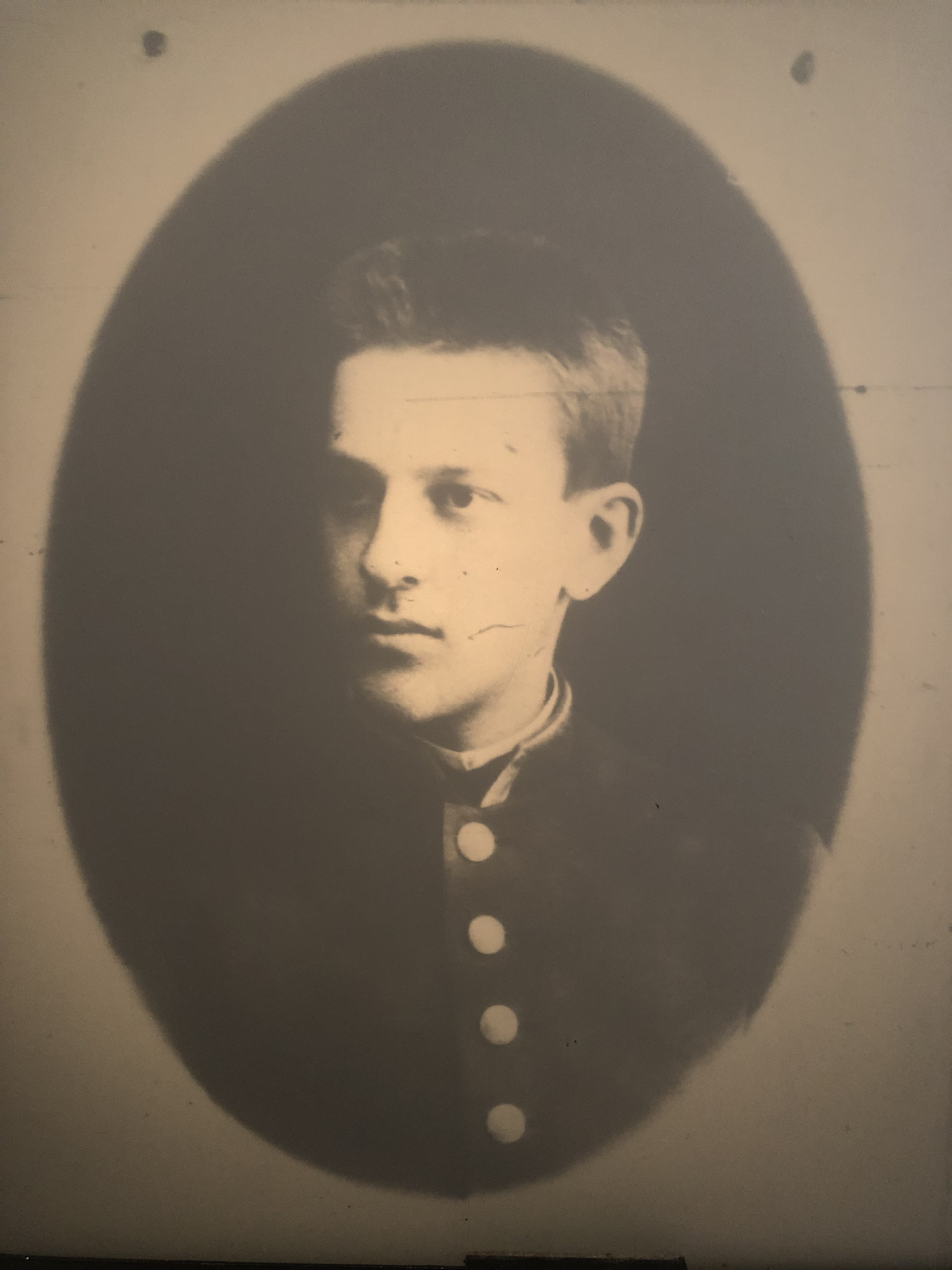
Трирогов В. В.

- Трирогов Всеволод Владимирович (1870 — после 1824), до 1917 г. служил по Кузнецкому уезду Саратовской губернии почётным мировым судьёй, гласным Уездного земского собрания, проживал в семейном имении Аряш. Попечитель Аряшенской школы, открытой матерью. После революции: вр. исполн. дела Управделами Губпродкома г. Иркутск (1921)[22]; Заведующий Отделом Управления Делами Центрального Статистического Управления Бурято-Монгольской А.С.С.Р., г. Верхнеудинск (1924)[23][24].

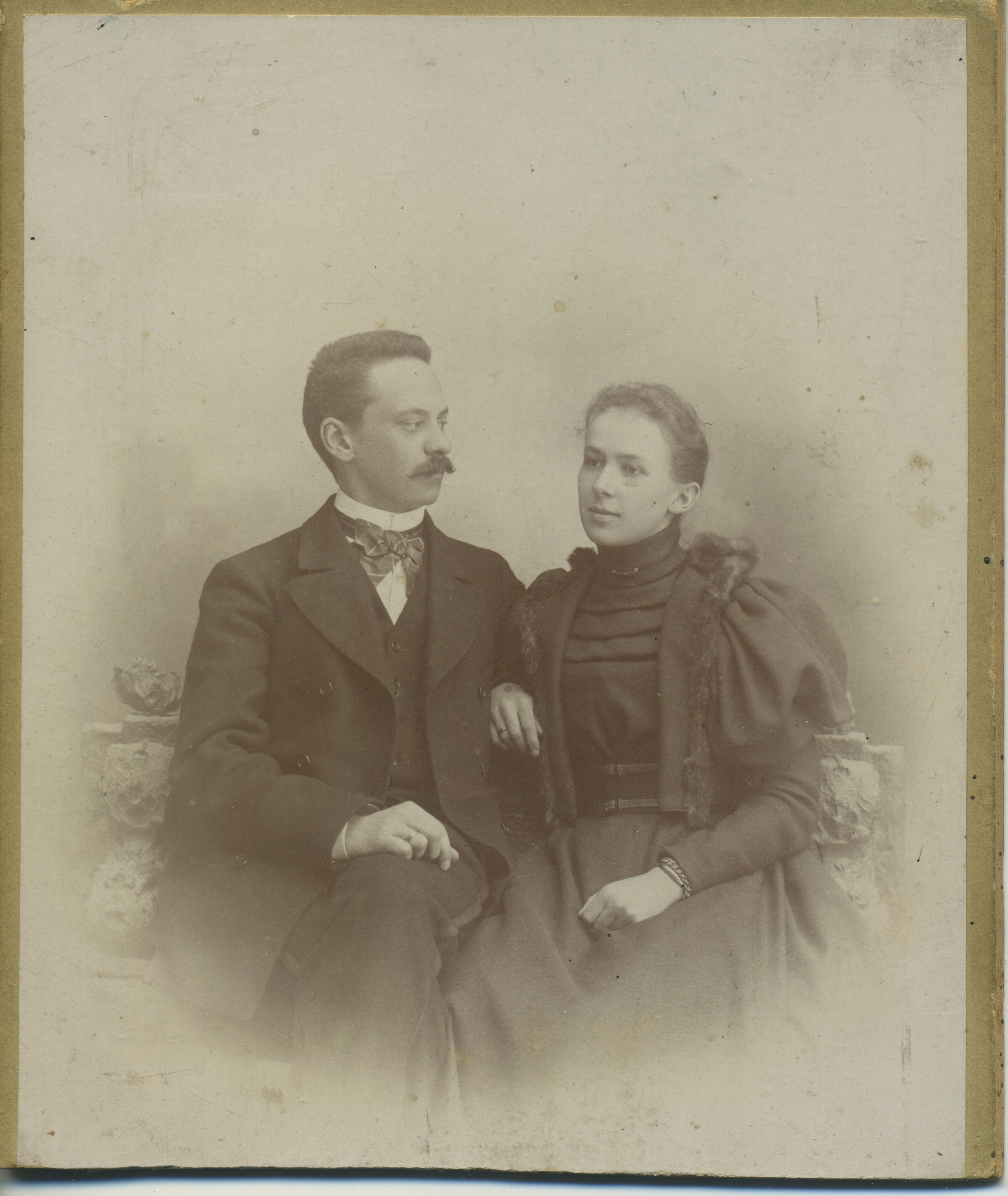
Трирогов Г. В. и Трирогова (Зузина) Н.Н., семейные прозвища «диньдя» и «малюля»

- Трирогов Григорий Владимирович (1871—1940). До 1917 г. Коллежский советник. Кавалер орденов — — Св. Станислава II степени, Св. Анны II степени, Св. Владимира IV степени. Служил по Лесному департаменту Министерства Государственных Имуществ, в том числе исправлял должность помощника начальника Управления Земледелия и Гос. Имуществ Главного Управления Землеустройства и Земледелия МВД по Новгородской губернии[25]. Был членом Городской Думы Кузнецкого уезда от земства; гласным Кузнецкого уездного и губернского земского собрания от Кузнецкого уезда. После революции служил по Лесному ведомству в Новгородской обл..

Жена, двоюродная сестра по линии матери, из другого древнего русского дворянского рода Зузиных (Кострома) — Трирогова (Зузина) Наталия Николаевна (около 1875—1942), дочь Зузина Николая Александровича (20.07.1835-01.07.1901), отставного штабс-капитана артиллерии, участника Севастопольской обороны: Подпорутчик 6-й лёгкой батареи 16-й артиллерийской бригады, участвовал в Альминском сражении 8-го сентября 1854 г. и в сражении на Чёрной речке 4-го августа 1855 г., являлся видной фигурой в костромском земстве и Зузиной (Шахматовой) Варвары Алексеевны (1840—1908) (родная сестра матери Григория Владимировича), Наталья Николаевна — сестра Зузина Бориса Николаевича — члена IV Государственной думы от Костромской губернии Действительного статского советника (с 01 июня 1913 г.). Впоследствии, младшая дочь Григория Владимировича и Натальи Николаевны — Наталья Григорьевна Трирогова вышла за муж за Николая Владимировича Вознесенского (расстрелянного в 1937 г., реабилитированного), старшего сына народовольца Вознесенского Владимира Александровича.
С нескрываемой теплотой Куломзин А. Н. писал о всей семье Трироговых, как о «цельных, истинно добрых, русских до глубины души людях», трогательно отзывался об отношениях хозяина семьи со своей супругой Натальей Алексеевной. «В частной жизни всегда бодрый, глубоко симпатичный в своих внешних приёмах, меткий наблюдатель, юмористический собеседник, Владимир Григорьевич умел очаровывать всех, с кем приходил в соприкосновение. Более верного друга, доброго, умного советника нельзя было найти. Супруги нежно, но с русскою простотою, чуждой всякой мишуры, любили друг друга, во всём были заодно и бесконечно были друг другу преданы», — писал о своём друге Куломзин А. Н.. А когда Владимир Григорьевич умер, Наталья Алексеевна оставила его цилиндр на столе в гостиной и на все вопросы отвечала: «он вышел и скоро вернётся».
Наталья Алексеевна вела большую благотворительную деятельность. В С-Петербурге работала в Коломенско-Адмиралтейском отделении «Общества попечения о бедных и больных детях» («Синий Крест»); была попечительницей и с 1895 г. Членом Совета «Общества вспомоществования бедным» при церкви Воскресения Христова и Михаила Архангела в Малой Коломне. В Саратовской губернии, в селе Аряш, устроила плодовый рассадник ; в 1891 г. при пособии Обер-Прокурора Святейшего Синода Победоносцева Константина Петровича открыла, заложенную ещё при жизни В. Г. Трирогова громадную школу и интернат для крестьянских детей, стоимостью 2000 руб.; в 1893 построила Знаменскую кладбищенскую церковь. Журнальным определением Училищного Совета при Святейшем Синоде, от 10 октября 1900 года за № 901, удостоена награждения книгою «Библія» от Святейшего Синода, выдаваемую за особые труды, усердие и ревность по благоустройству местных церковно-приходских школ. Память о ней закреплена в печатных изданиях.

## Автор книг и исследований
- «Опытъ изслѣдованія явленій общественной жизни: Волость», Саратовъ 1875 г., 24 стр. и 11 табл.[29]
- «Экономическіе опыты»: основанія для изслѣдованія явленій экономической жизни, сельское общество, жизнь государственнаго сельскаго общества, податная душа, Спб. 1878 г., 39 стр. и двѣ табл. — Часть этихъ «Опытовъ» была напечатана въ «Извѣстіяхъ Импер. Русск. Геогр. Общества» (1877 и 1878 гг., т. XXIII—XXIV).
- «Уголовная статистика Россіи за 1876 годъ» (Отечественные Записки, 1878 г., кн. 9).
- «Податная десятина» (Вѣстникъ Европы 1878 г., кн. 11).
- «Душа въ народномъ хозяйствѣ» (Къ вопросу о переписи). (Отечественные Записки 1879 г., кн. 2).
- «Наши общины» (1879 г., кн. 3; 1880 г., кн. 1).
- «Кабала въ народномъ хозяйствѣ» (1879 г., кн. 5).
- «Проектъ программы изслѣдованія русской земельной общины» (1879 г., кн. 8).
- «Община, типъ и ея податныя основанія» (кн. 9).
- «Домохозяинъ въ земельной общинѣ» (кн. 12).
- «Народный кадастръ», мѣстное изслѣдованіе, Спб. 1880 года, 32 стр. — Это оттискъ изъ «Отечественныхъ Записокъ» (1880 г., кн. 2).
- «Мордовскія общины» (Русская Старина 1880 г., кн. 6), где идёт речь о сёлах Аряш, Мамадыш, Кулясово и др., ныне входящих в состав Пензенской обл.
- «Община и подать», собраніе изслѣдованій, Спб. 1882 г., 508 стр.